# ابوالحسن ملکی
دکتر ابوالحسن ملکی (۱۲۸۴ - ۱۳۳۶ تهران) پزشک و نماینده مجلس شورای ملی بود.
پدرش حاج محمود آقا صراف در تبریز و تهران شهرت زیادی داشت. او همه فرزندان خود را برای تحصیل به اروپا فرستاد. ابوالحسن که فرزند ارشد او بود در آلمان در رشته پزشکی درس خواند و مدتها در بیمارستان‌های برلن به طبابت اشتغال داشت. سپس به ایران بازگشت و در تبریز به طبابت و تدریس در دانشکده پزشکی پرداخت.
دکتر ملکی در انتخابات دوره پانزدهم مجلس شورای ملی که در مراغه از ۳۱ تیر تا ششم امرداد ۱۳۲۶ برگزار شد، با کسب ۱۸۹۳۹ رأی از مجموع ۳۱۰۳۹ رأی که به صندوق‌ها ریخته شد به مجلس راه یافت. در دوره هفدهم نیز که با نخست‌وزیری دکتر مصدق همزمان بود، نماینده تبریز و از حامیان مصدق بود. از همین رو پس از کودتای ۲۸ مرداد ۱۳۳۲ با اینکه برادرش مسعود در هیئت دولت زاهدی عضو بود، دیگر نتوانست به مجلس راه یابد.
بخشی از املاک خیابان سعدی تهران متعلق به دکتر ملکی بود اما پس از مرگ او این املاک وثیقه بدهی‌های برادرانش به بانک‌ها، بخصوص بانک ملی و ضبط و توقیف شد و ثروت او از میان رفت.